# Conditions générales de vente
Pour les articles homonymes, voir CGV.
Les conditions générales de vente (CGV) sont des informations fournies au client par le fournisseur ou le prestataire, qui portent sur les conditions légales de vente de ses produits ou services. Elles sont normalement faites en l'absence d'accord spécifique.
Sans mention expresse, l'achat d'un bien ou d'un service à ce fournisseur constitue une acceptation implicite de ces conditions[réf. souhaitée].
Les conditions générales de vente sont le pendant des conditions générales d'achat (CGA) côté client. Il n'y a pas de hiérarchisation entre CGV et CGA : les clauses incompatibles sont étudiées au cas par cas,.

## Enjeux
Les CGV constituent les termes généraux des contrats de vente proposés par un vendeur ou un prestataire de service. Un client peut négocier certaines clauses des CGV de façon expresse, ou bien rédiger un contrat-cadre qui dérogera alors aux conditions générales de vente. Les CGV concernent tous types de commerces : magasins, sites internet, économies collaboratives…
Les principaux objets traités sont traditionnellement :
- le respect des règles de la concurrence ;
- la protection des consommateurs ;
- la sécurité et la conformité des produits et des services.

Les CGV permettent de régler les conflits avec les clients sur la consommation des produits (alimentaires ou non) ou des services. Elles permettent également d'intervenir sur les activités de l'entreprise : production, transformation, importations, distribution…

## En France
Un fournisseur a obligation de mettre à disposition et de fournir ses conditions générales de vente gratuitement et sur simple demande. Le fond et la forme de ce document sont encadrés par la loi. De lourdes peines d'amendes sont possibles si le document ne comporte pas certaines clauses obligatoires, par exemple au sujet des pénalités de retard,.
L'une des missions de la Direction générale de la concurrence, de la consommation et de la répression des fraudes (DGCCRF) est de faire ôter des conditions générales de vente des vendeurs les clauses abusives dont elle a connaissance. Au tribunal, une clause abusive peut être réputée non écrite.
Les sites de commerce en ligne doivent disposer de CGV différentes de leur éventuelle activité physique et conformes à la loi pour la confiance dans l'économie numérique (LCEN). Elles doivent être uniques ; le plagiat peut rendre invalides les CGV[réf. souhaitée]. Elles doivent par exemple déterminer quelles sont les procédures applicables en cas de défaillance du site. La définition des CGV pour le commerce en ligne implique que les informations sont facilement accessibles et que le consentement du client est demandé par l'interface.

## Contrat d'adhésion
Afin de se passer de la phase de négociation et limiter les cas d'espèce, les professionnels font souvent des offres à accepter en l'état. Le contrat conclu est dit contrat d'adhésion.